# Энергия Хартри
Энергия Хартри (обычно обозначаемая Eh) — атомная единица энергии, названная в честь английского математика и физика Дугласа Хартри. В литературе называется также «хартри».
Энергия Хартри равна абсолютному значению электрической потенциальной энергии атома водорода в основном состоянии.
{\displaystyle E_{\mathrm {h} }={\hbar ^{2} \over {m_{e}a_{0}^{2}}}=m_{e}\left({\frac {e^{2}}{4\pi \varepsilon _{0}\hbar }}\right)^{2}=m_{e}c^{2}\alpha ^{2}={\hbar c\alpha  \over {a_{0}}}}
= 4,359 744 17(75)⋅10−18 Дж
= 27,211 3845(23) эВ
= 2 Ry
= 45,5634 нм−1
где:
{\displaystyle \hbar \ } — приведенная постоянная Планка,
{\displaystyle m_{e}\ } — масса электрона,
{\displaystyle a_{0}\ } — боровский радиус,
{\displaystyle \varepsilon _{0}} — электрическая постоянная,
{\displaystyle c\ } — скорость света в вакууме,
{\displaystyle \alpha \ } — постоянная тонкой структуры,
{\displaystyle e} — заряд электрона.